# Der Prinz von Bagdad
Der Prinz von Bagdad (Originaltitel: The Veils of Bagdad) ist ein US-amerikanischer Abenteuerfilm aus dem Jahr 1953 von George Sherman mit Victor Mature und Mari Blanchard in den Hauptrollen.

## Handlung
Im Jahr 1560 führen der Bagdader Wesir Kasseim und seine Frau Rosanna eine Karawane an, die Gold und Juwelen nach Bagdad transportiert. Als sie von einer Diebesbande angegriffen werden, taucht plötzlich ein Wanderer namens Antar auf, der die Diebe schnell zur Unterwerfung zwingt, wodurch er Rosannas Bewunderung und eine Einladung von Kasseim gewinnt, ihn in den Palast zu begleiten. Stunden später jedoch schließt sich Antar den „Dieben“ in einem Waldtal an, wo sie über den Erfolg ihres Plans jubeln, den Palast in Bagdad zu infiltrieren. In Wirklichkeit sind sie Spione, die vom tugendhaften Herrscher Suleiman dem Prächtigen geschickt wurden, um herauszufinden, warum der Pascha von Bagdad, Hammam, den Anführer der Bergstämme, Abu Karoum, getötet und begonnen hat, Gold zu horten. 
Antar reist weiter zum Palast, wo Kasseim ihn Hammam als seinen neuen Wächter vorstellt. Hammam akzeptiert Antar, fordert Kasseim jedoch später auf, ihn zu töten, sobald seine Arbeit getan ist. Die beiden Anführer planen, den neuen Stammesführer Mustapha zu überreden, sich ihnen bei einer Verschwörung gegen Suleiman anzuschließen. Hammam weiß, dass Venedig und dann der Rest Europas sie bei ihrem Sturz von Suleiman unterstützen werden, wenn ihre Reihen stark genug werden. Bald darauf besucht Rosanna Antar und verspricht, den Verbleib des Goldes zu verraten, wenn er sie aus Kasseims Gewalt befreit. Auf dem Marktplatz der Stadt wird Antar Zeuge der Grausamkeit von Hamman und Kasseim, als er sieht, wie ein Mann öffentlich ausgepeitscht wird, weil er die exorbitanten Steuern nicht bezahlt hat. Dort entdeckt Antar auch die schöne Tänzerin Selima und bemerkt, dass ihr Tanzstil dem von Abu Karoums Stamm entspricht. Überzeugt, dass sie die vermisste Tochter des ermordeten Anführers ist, besucht Antar sie hinter der Bühne, wo sie sich weigert, ihre Herkunft preiszugeben, ihn aber bittet, Kasseim zu ihr zu bringen.
Draußen trifft Antars Bande verkleidet als Ringertruppe ein und tritt auf, während Antar Nachrichten mit dem weisen Mann austauscht, der sie anführt, Kaffar. Am nächsten Tag befiehlt Kasseim Antar, die nächste Karawane zu beschützen, und Antars Erfolg macht ihn beim Wesir noch beliebter, der sich bereit erklärt, ihn zu Selima zu begleiten. Dort verführt sie Kasseim und erhält wertvolle Informationen über den Tod ihres Vaters, den sie zu rächen plant. In der Zwischenzeit benachrichtigt Antar, mit dem Wissen, das ihm von Rosanna zugespielt wurde, Kaffar, dass Hammam Mustapha bestochen hat. Kaffar bietet dem Stammesangehörigen mehr Geld an. Hammam erfährt, dass Mustapha zögert, und bietet ihm noch mehr an. Der weise Mann wird dabei erwischt, wie er Hammam ausspioniert, während er Mustaphas Unterstützung sichert. Als Kaffar entdeckt wird, schlussfolgert Hammam, dass er Suleimans Agent ist. Hammam foltert Kaffar gnadenlos, aber der ältere Mann weigert sich, Antar zu verraten. Als Antar von Rosanna erfährt, dass ein wichtiger Gefangener festgehalten wird, schleicht er sich in den Kerker und befreit Kaffar. Er bringt ihn zu Selima, wo sie und ihr Leibwächter Karsh ihn verstecken. Da Antar weiß, dass Mustapha für die richtige Summe Geld seine Treue brechen wird, plant er, Hammams Gold zu stehlen. 
In der Nacht schleichen er, Kaffar und ihre Männer in den Palast, ohne zu wissen, dass Selima und Karsh ihnen aus Rache gefolgt sind. Antars Männer sichern das Gold problemlos und sorgen dafür, dass Hammam die Unterstützung der Venezianer verliert. Doch als sie das Gelände verlassen wollen, wird Karsh von den Palastwachen entdeckt. Antar befiehlt seiner Truppe zu helfen, und im Handgemenge schleicht sich Selima in das Herrenhaus. Das Kampfgetümmel geht in den Thronsaal über, wo sich Antar mit Kasseim duelliert und ihn schließlich tötet. Mit Selimas Hilfe lockt Antar Hammam aus seinem Versteck und zwingt ihn, seinen Thron abzugeben. Antar wird zu seinem Nachfolger ernannt und Rosanna und Selima eilen herbei, um ihn zu umarmen. Antar beruhigt Rosanna mit dem Versprechen von Gold und Sicherheit, und obwohl Selima zunächst eifersüchtig ist, weil er sie beide verführt hat, nimmt sie bald unter dem Jubel der Menge seinen Heiratsantrag an.

## Hintergrund
Gedreht wurde der Film vom 19. November bis Mitte Dezember 1952 in Yuma (Arizona), Palm Springs (Kalifornien)  sowie in den Universal-Studios in Universal City.
Laut einem Presseartikel vom Juli 1952 wurde Maureen O’Hara für die Rolle der Selima in Betracht gezogen. Universal lieh Victor Mature von 20th Century Fox für die Rolle aus. Moderne Quellen behaupten, dass aufgrund fehlender Werbefotos in der Werbung für den Film eine Aufnahme von Matures Kopf auf den Körper von Tony Curtis aus einem früheren Film, Die Diebe von Marschan, montiert wurde.
Alexander Golitzen und Emrich Nicholson oblag die künstlerische Leitung. Russell A. Gausman und John P. Austin waren für das Szenenbild zuständig, Rosemary Odell für die Kostüme, Bud Westmore für das Maskenbild. Verantwortliche Toningenieure waren Joe Lapis und Leslie I. Carey. Dewey Starkey arbeitete als Produktionsmanager, Philip H. Lathrop als Kameraführer, Herschel Daugherty als Dialogregisseur. Musikalischer Direktor war Joseph Gershenson.
Zu den Stuntmen des Films gehörte u. a. Ted White. 

## Synchronisation
| Rolle         | Schauspieler   | Deutscher Synchronsprecher |
| ------------- | -------------- | -------------------------- |
| Antar         | Victor Mature  | Curt Ackermann             |
| Selena        | Mari Blanchard | Eleonore Noelle            |
| Rosanna       | Virginia Field | Tilly Lauenstein           |
| Kasseim       | Guy Rolfe      | Martin Held                |
| Pascha Hammam | Leon Askin     | Alfred Balthoff            |
| Osman         | Palmer Lee     | Robert Klupp               |
| Ahmed         | Nick Cravat    | Clemens Hasse              |
| Kaffar        | Ludwig Donath  | Eduard Wandrey             |

## Veröffentlichung
Die Premiere des Films fand am 4. November 1953 in Los Angeles statt. In der Bundesrepublik Deutschland kam er am 25. Januar 1954 in die Kinos, in Österreich am 7. Februar 1954.

## Kritiken
Der Kritiker des TV Guide sah ein einfallsloses Sandalenfilm-Epos.
Das Lexikon des internationalen Films schrieb: „Action und Klamauk aus Hollywoods Märchenküche für erwachsene Kinder.“
Die Filmzeitschrift Cinema befand: „Exotische Kulissen, laszive Tänze, edle Prinzen: So stellte sich das Hollywood der 50er den Orient vor. Fazit: Märchenstunde für Erwachsene.“